# Kurt Deggeller
Kurt Deggeller (* 5. Februar 1947 in Bern) ist ein Schweizer Musikwissenschaftler und Archivar. Er war von 1984 bis 1998 der erste Direktor der Schweizerischen Landesphonothek und anschliessend bis 2012 Direktor von Memoriav.

## Werdegang
Nach dem Studium am Institut für Musikwissenschaft der Universität Basel arbeitete Deggeller seit 1974 als wissenschaftlicher Mitarbeiter an der Schola Cantorum Basiliensis. Dort betreute er 1980/81 die bei der Deutschen Harmonia Mundi erschienene Schallplattenserie Schola Cantorum Basiliensis Documenta. Danach gründete Deggeller 1982 die Tritonus Tonaufnahmen AG und arbeitete mit mehreren Radiosendern zusammen. Er war 1990 an der Gründung und dem Aufbau der Schweizerischen Vereinigung der Musiksammlungen beteiligt sowie des Vereins Arbeitsstelle Schweiz des Répertoire International des Sources Musicales
(RISM). 
Deggeller wurde 1984 Direktor der Schweizerischen Landesphonothek in Lugano und war mit deren Aufbau beauftragt. Er übernahm dort die Leitung des Projekts «Historische Tondokumente der Schweiz. Information, Dokumentation, Restaurierung» im Nationalen Forschungsprogramm «Methoden zur Erhaltung von Kulturgütern» (NFP 16). Von 1998 bis zu seinem Ruhestand 2012 war Deggeller Direktor von Memoriav. Sein Nachfolger an der Landesphonothek wurde im August 1998 Pio Pellizzari.
Deggeller war von 2002 bis 2005 Präsident der Internationalen Vereinigung der Schall- und audiovisuellen Archive (IASA) und von 1997 bis 2003 Vorsitzender der IASA-Ländergruppe Deutschland/Schweiz, ferner war er Beiratsmitglied beim Verein Medienkritik Schweiz.

## Publikationen (Auswahl)
- Zitate zu einigen Klavier- und Kammermusikwerken Beethovens. In Beethoven ’77. Zürich 1977
- Materialien zu den Musiktraktaten Christoph Bernhards. In: Forum Musicologicum II. Winterthur 1980.
- Beiträge in: Basler Studien zur Interpretation der alten Musik. Amadeus-Verlag, Zürich 1980.
- Der Beitrag der schweizerischen Landesphonothek zur Erhaltung helvetischen Kulturgutes. Otto-Ackermann-Archiv, Heidmoor 1992.
- Patrimoine numérique, numérisation du patrimoine. RéseauPatrimoineS, Association pour le patrimoine naturel et culturel du Canton de Vaud, Lausanne 2012.
- Bestandserhaltung audiovisueller Dokumente. De Gruyter Saur, Berlin und Boston 2014. ISBN 978-3-11-028944-2.

Herausgeber
- Mit Ursula Ganz-Blättler und Ruth Hungerbühler: Gehört – gesehen. Das audiovisuelle Erbe und die Wissenschaft. / Heard – seen. The uses of digitised archives for the sciences. Lugano 2007.
- Film- und Tondokumente im Archiv. Vorträge des 76. Südwestdeutschen Archivtags am 22. und 23. Juni 2016 in Bad Mergentheim. Kohlhammer, Stuttgart 2017. ISBN 978-3-17-032437-4.